# Cicle de gasogen

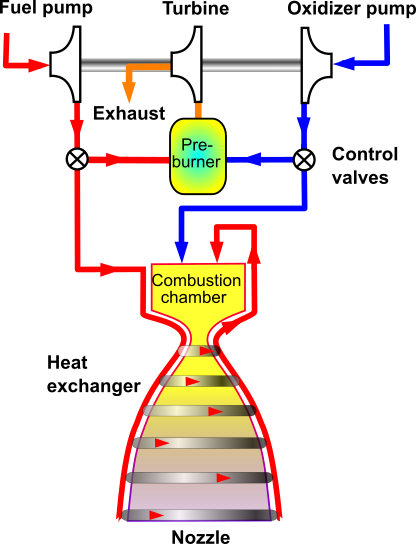
Cicle de gasogen en un coet. Part del combustible i l'oxidant es crema per separat per impulsar les bombes i després és descartada. La majoria de motors de cicle de gasogen utilitzen el combustible per refrigerar la tovera

El cicle de gasogen és un cicle de motor de coet bipropel·lent. Es crema part del propel·lent en un gasogen, que produeix un gas calent que impulsa les bombes del motor i després és expulsat. Com que es «llença» part del propel·lent, aquest cicle també es coneix com a cicle obert.
El cicle de gasogen presenta diversos avantatges respecte a l'altra opció més estesa, el cicle de combustió esglaonada. La turbina del gasogen no ha de resistir la contrapressió de la injecció de l'escapament a la cambra de combustió. Això permet que la turbina generi més potència i augmenti la pressió del combustible i la cambra de combustió, incrementant l'impuls específic o eficiència del motor. També redueix el desgast sobre la turbina, cosa que n'augmenta la fiabilitat, en redueix el cost de producció i n'allarga la vida útil (cosa especialment important pels coets reutilitzables).
L'inconvenient principal és la pèrdua d'eficiència a causa del propel·lent expulsat, tot i que en els motors de producció això pot ser compensat per l'eficiència total aconseguida gràcies a la pressió superior de la cambra de combustió. Tanmateix, els motors de cicle de gasogen tendeixen a tenir un impuls específic menor que els de combustió esglaonada.
Com és el cas en la majoria de motors de coet criogènics, en el cicle de gasogen s'utilitza part del combustible per refrigerar la tovera i la cambra de combustió. Els materials de construcció coneguts avui en dia no poden resistir per si sols a les temperatures extremes que es donen durant els processos de combustió en els coets. La refrigeració permet utilitzar els motors durant un període més llarg amb la tecnologia de materials actual. Si la cambra de combustió i la tovera no fossin refrigerades, el motor acabaria fallant catastròficament.
Són exemples de motor de cicle de gasogen els motors Merlin (SpaceX), Vulcain (Snecma Moteurs) i, més recentment, el J-2X dels coets Ares I i Ares V, dins el marc del programa Constellation de la NASA.